# La Dentellière (Netscher)
Pour les articles homonymes, voir La Dentellière.
La Dentellière est une peinture à l'huile sur toile réalisée par le peintre hollandais Caspar Netscher. Chef-d'œuvre de l'artiste, il s'agit d'un exemple de peinture hollandaise de l'âge d'or. Le tableau est conservé dans la Wallace Collection à Londres.

## Description
La toile représente une dentellière absorbée par son ouvrage. La femme est assise et travaille sur un coussin en dentelle aux fuseaux. La modeste robe en laine de la jeune fille dénote son absence de vanité, et son application à la tâche difficile et délicate de la dentelle démontre son sérieux et sa probité morale. Les chaussures abandonnées et les coquilles de moules à proximité des pieds de la jeune fille ont une connotation sexuelle.

## Analyse
Ce tableau a été documenté par l'historien de l'art Hofstede de Groot en 1913, qui a écrit : 

« 48. LA DENTELLIÈRE. Smith. 21. En pied. Une jeune fille, simplement vêtue, est assise de profil à droite. Elle travaille des deux mains sur un coussin de dentelle aux fuseaux tenu sur ses genoux. Elle porte une jupe verte, un corsage rouge vif avec le sous-vêtement blanc visible au niveau du cou et des coudes, et une casquette légère brodée en noir. Derrière elle, sur le sol au premier plan à gauche, se trouvent ses chaussures ; au-delà, dans le coin, se trouve un balai. Au fond se trouve un mur blanc lumineux, sur lequel, à droite, une gravure de paysage non encadrée est épinglée avec deux clous. Signée "C. Netscher", en marge de l'estampe, et daté 166- [1662, selon le catalogue de vente Pompe] [mais 1664, selon Sir Claude Phillips et M. DS MacColl Translator] ; panneau [toile, selon M. MacColl], 13 pouces sur 10 1/2 pouces. Exposé à la British Institution, Londres, 1818. Ventes. J. Pompe van Meerdervoort, Soeterwoude, 19 mai 1780, n° 5 (700 florins, Delfos). M. van Leyden, Paris, 10 septembre 1804 (7000 francs, Paillet) voir Ch. Blanc, ii. 221. Londres, 1807 (199 £ : 10s.). Dans la collection du marquis de Hertford, Londres, 1833 (Sm.). Dans la Wallace Collection, Londres, catalogue 1910, n° 237. »